# Erythrosquilla
Erythrosquilla is een geslacht van kreeftachtigen uit de klasse van de Malacostraca (hogere kreeftachtigen).

## Soorten
- Erythrosquilla hamano Ahyong, 2001
- Erythrosquilla megalops Manning & Bruce, 1984